# Arizona
Arizona (phát âm như E-ri-giôn-nơ trong tiếng Anh Mỹ hay được biết đến là A-ri-xô-na trong tiếng Việt, tiếng Navajo: Hoozdo Hahoodzo [xòːztò xɑ̀xòːtsò]; tiếng O'odham: Alĭ ṣonak [ˡaɺi ˡʃonak]) là một tiểu bang tại tây nam Hoa Kỳ. Đây cũng là một bang Tây Hoa Kỳ và thuộc vùng núi. Nó là bang lớn thứ sáu về diện tích và đông dân thứ 14. Thủ phủ và thành phố lớn nhất là Phoenix. Arizona là một trong bốn bang Four Corners. Nó tiếp giáp với New Mexico, Utah, Nevada, California, và México, và có một điểm chung với Colorado. Biên giới giữa Arizona và México dài 389 dặm (626 km), với các bang Sonora và Baja California của México.
Arizona là bang thứ 48 và bang cuối cùng tại Hoa Kỳ lục địa tham gia vào Liên bang; chính thức trở thành một tiểu bang ngày 14 tháng 2 năm 1912. Về lịch sử, nó từng là một phần của lãnh thổ Alta California tại Tân Tây Ban Nha, rồi trở thành một phần của México năm 1821. Sau khi bị đánh bại trong cuộc chiến tranh Hoa Kỳ-México, México đã nhượng phần lớn lãnh thổ này cho Hoa Kỳ năm 1848. Phần nam tiểu bang được mua năm 1853 qua thương vụ Gadsden.
Kiểu khí hậu Nam Arizona là hoang mạc, với mùa hè rất nóng và mùa đông dịu. Bắc Arizona có những rừng thông, linh sam Douglas, và vân sam; cao nguyên Colorado; vài dãy núi (như dãy San Francisco); với những hẻm núi lớn, sâu, với mùa hè mát hơn và mùa đông tuyết rơi. Có những khu trượt tuyết tại khu vực Flagstaff, Alpine, và Tucson. Ngoài vườn quốc gia Grand Canyon nổi tiếng, Arizona còn có nhiều rừng quốc gia, vườn quốc gia, và tượng đài quốc gia.
Khoảng một phần tư diện tích tiểu bang là các khu dành riêng cho người bản địa đóng vai trò là nơi cư ngụ của 27 bộ tộc bản địa châu Mỹ được công nhận liên bang, trong đó có xứ Navajo, khu dành riêng lớn nhất Hoa Kỳ.

## Tên
"Arizona" có vẻ xuất phát từ một tên cũ trong tiếng Tây Ban Nha, Arizonac, mà tự nó lại xuất phát từ alĭ ṣonak trong tiếng O'odham, nghĩa là "mùa xuân nhỏ", mà ban đầu được dùng để chỉ vùng khai mỏ bạc gần Planchas de Plata, Sonora. Với người châu Âu, từ này nghe giống như "Arissona". Tiểu bang vẫn được gọi là alĭ ṣonak trong tiếng O'odham. Một giả thuyết cả thi khác là từ haritz ona ("cây sồi tốt") trong tiếng Basque. Từng có nhiều người nuôi cừu gốc Basque tại đây.
Có một giả thuyết sai rằng tên bang đến từ Árida Zona ("Khu khô cằn") trong tiếng Tây Ban Nha.

## Địa lý và địa mạo

Bản đồ khí hậu Arizona

Arizona là một tiểu bang Tây Nam Hoa Kỳ, nằm trong nhóm Four Corners. Arizona là bang lớn thứ sáu theo diện tích, đứng sau New Mexico và trước Nevada. Trong tổng diện tích 113.998 dặm vuông Anh (295.000 km2), khoảng 15% là sở hữu tư nhân. Phần còn lại là rừng công cộng, công viên, khu bản tồn, lãnh thổ ủy trị của bang và khu dành riêng cho người bản địa.
Tại miền nam Arizona là cảnh quang hoang mạc, phong phú về cây chịu hạn như xương rồng. Địa hành được tạo hình bởi hoạt động núi lửa thời tiền sử. Nơi này có mùa hè rất nóng và mùa đông dịu. Bang còn có những khu rừng thông miền trung-bắc ít được biến đến hơn tại cao nguyên Colorado.
Như những tiểu bang tây nam khác, Arizona phong phú về rừng và cao nguyên. Mặc cho sự khô cằn, 27% đất Arizona phủ rừng, tỉ lệ cao ngang của Pháp hay Đức ngày nay. Rừng cây Pinus ponderosa lớn nhất thế giới là ở Arizona.
Mogollon Rim, một dốc núi cao 1.998 foot (609 m), cắt dọc phần trung tâm của bang và đánh dấu rìa tây nam của cao nguyên Colorado. Năm 2002, tại đây diễn ra vụ cháy Rodeo–Chediski, vụ cháy tồi tệ nhất trong lịch sử bang.
Nằm ở bắc Arizona, Grand Canyon là khe núi sâu, và dốc, được tạo nên bởi sông Colorado xói mòn qua hàng triệu năm. Grand Canyon là một trong bảy kì quan thiên nhiên thế giới và chủ yếu nằm trong lãnh thổ vườn quốc gia Grand Canyon—một trong những vườn quốc gia đầu tiên tại Hoa Kỳ. Tổng thống Theodore Roosevelt là một người đề xướng quan trọng trong việc thiết lập khu Grand Canyon làm vườn quốc gia. Nó dài 277 dặm (446 km), rộng từ 4 đến 18 dặm (6 đến 29 km) và đạt độ sâu hơn 1 dặm (1,6 km).